# Морнезе
Морнѐзе (на италиански: Mornese; на пиемонтски: Morneis, Морнейз, на местен диалект: Morneise, Морнейзе) е село и община в Северна Италия, провинция Алесандрия, регион Пиемонт. Разположено е на 380 m надморска височина. Населението на общината е 738 души (към 2010 г.).